# Cyatea
Cyatea (Cyathea) je největší rod tzv. stromových kapradin, nápadných rostlin s vějířovitými listy rostoucích hlavně ve vlhkých tropických deštných a mlžných lesích.

## Historie
Nejstarší fosilní nálezy jejích předchůdců jsou datovány do geologické periody triasu, před 200 až 250 mil. roků, ale ani oni se nevyhnuli masovému zániku na konci křídy na sklonku geologické éry druhohor před 65 mil. let. V současnosti se vyskytující druhy jsou nesrovnatelně mladší, pocházejí z éry kenozoika, jejich historie proto není starší než 65 mil. let.

## Výskyt
Rod cyatea má pantropické rozšíření, prvotně roste převážně ve vyšších polohách kde bývá pravidelná vyšší vzdušná a půdní vlhkost, do nižších nadmořských výšek se rozšířil až druhotně. Jsou druhy které vyrůstají i mimo hranice tropů, např. v Jižní Americe, na Novém Zélandu, v Číně a Japonsku, některé jsou endemické k určitému pohoří nebo ostrovu, jiné obsadily poměrně rozsáhlý areál.
Rostliny většinou nesnášejí intenzivní sluneční záření, nejlépe jim vyhovuje rozptýlené světlo, ale jedinci rostoucí v hlubokém stínu mívají tenký kmen, rostou pomalu a jsou nižší. Druhy které se adaptovaly na přímé slunce mají hrubší listy, stejně jako rostliny vyskytující se v místech kde klesá teplota a ty mají navíc ještě listy pokryty ochrannými hustými trichomy.
V Evropě ve volné přírodě stromové kapradiny nevyrůstají, v České republice jsou k vidění např. v Botanické zahradě v Liberci a v Botanické zahradě Univerzity Karlovy. Jsou rovněž pěstovány v Zoo Praha, kde je návštěvník může vidět v expozičním celku Darwinův kráter.

## Popis
Rod zahrnuje skoro 500 převážně suchozemských druhů s téměř vždy nerozvětveným kmenem který může být různě vysoký a vždy je zakončen chocholem listů. Některé vyrůstají až přes 25 m vysoko, méně často jsou vystoupavé nebo plazivé. To co vypadá jako kmen je vlastně modifikovaný ztlustlý, na povrchu šupinatý oddenek rostoucí vertikálně. Bývá ve spodní části porostlý vláknitými kořeny a výše zbytkem odumřelých listů nebo dlouhými chlupy, mívá různé jizvy i ostny po opadaných listech. Na jeho vrcholu vyrůstá rozměrná vrcholová růžice řapíkatých, víceméně eliptických listů které jsou častým rozlišovacím znamením určujícím druhy. Listy, někdy polymorfní mohou být dlouhé přes 6 m a jejich šupinami porostlé řapíky až 1 m. Listové čepele bývají chlupaté, často slabě kožovité a vždy dvojnásobně nebo vícenásobně zpeřené. V pupenech jsou listy spirálovitě stočené.

## Rozmnožování
Rozmnožují se pomoci jednobuněčných haploidních kulovitých nebo trojhranných výtrusů (spor) uložených ve výtrusnicích na spodních stranách listů. Výtrusnice nejsou umístěny na okrajích ale v místech větvení žilek, kryjící ostěra dosahuje mnohdy až za jejich kyjovitá nebo kulovitá lůžka. Z vypadlých spor klíčí na zemi zelený, protáhlý gametofyt (prokel) obsahující gamety které po splynutí vytvoří sporofyt.
Před vysetím musí být spory plně vyzrálé, projeví se jako vypadající černý, hnědý nebo žlutý prášek. Prvně je zapotřebí spory zbavit výtrusů hub a plísní a proto se spory kapradin přelijí vařící vodou. Následně se vysypou na jemný substrát z rašeliníku a rašeliny který má vespod směs z hlíny, rašeliny a antuky. Spory v téměř 100 % vzdušné vlhkosti a teplotě 20 °C vyklíčí do 2 až 6 týdnů. Jakmile se vytvoří prokel (prothalium) přesadí se do jemné směsi rašeliny a výživné propustné půdy, dokud se neobjeví listy nutno stále udržovat vysokou vzdušnou vlhkost. Pak se substrát vymění za hrubší s vysokým obsahem organické hmoty a příměsi říčního písku a štěrku a zalévá se vždy až po vyschnutí. Semenáčky nesnášejí přímé slunce.

## Ochrana
Stromové kapradiny se staly poměrně vzácné následkem částečné likvidace vyhraněných biotopů a nezřízeného kácení pro komerční využívání. Měkká kašovitá hmota ve středu kmene vzdáleně připomíná ságo a v období nedostatku potravin sloužila k obživě domorodců. Kořenový obal kmene se používal jako vynikající nehnijící vláknitá zemina pro pěstování orchidejí a ostatních epifytů, z kmenů s krásnými barevnými vzory se vytesávaly sochy a vyráběly různé suvenýry pro turisty. Nemálo mladých rostlin bylo odvezeno pro pěstování ve sklenících a zimních zahradách, z nich jen zlomek přežilo změnu klimatu.
Pro záchranu těchto vzácných rostlin pro další generace byly všechny druhy rodu cyatea zahrnuty v "Dodatku II" úmluvy CITES, která mj. řeší obchodování s ohroženými rostlinami a živočichy. Zjednodušeně to znamená, že bez povolení (vědecké instituce k tomu oprávněné) nelze ze země původu vyvézt a do ČR dovézt žádné živé rostliny z volné přírody ani již neživé části rostlin rodu Cyathea; zákaz se netýká výtrusů.

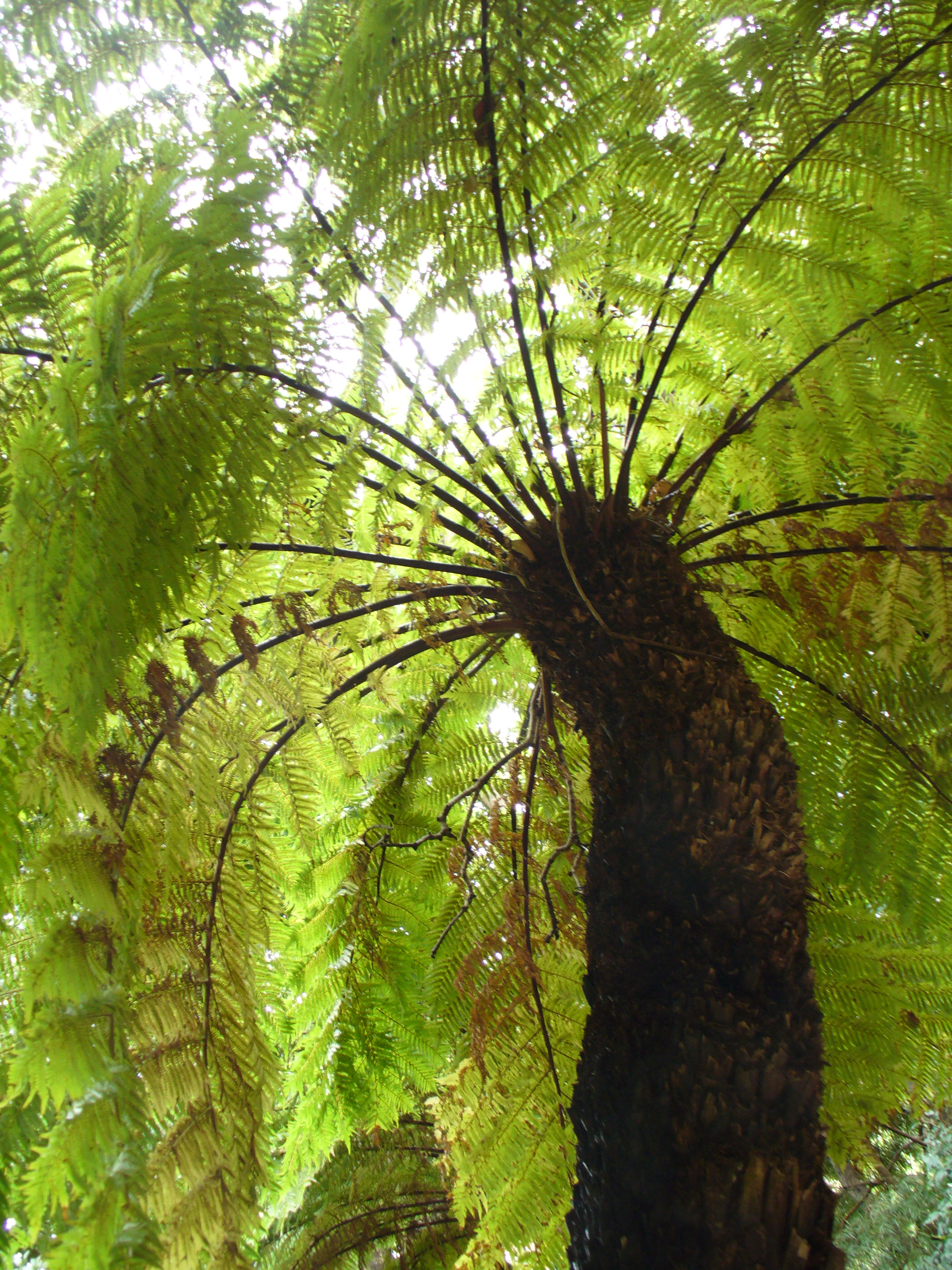
Kmen zakončen chocholem listů
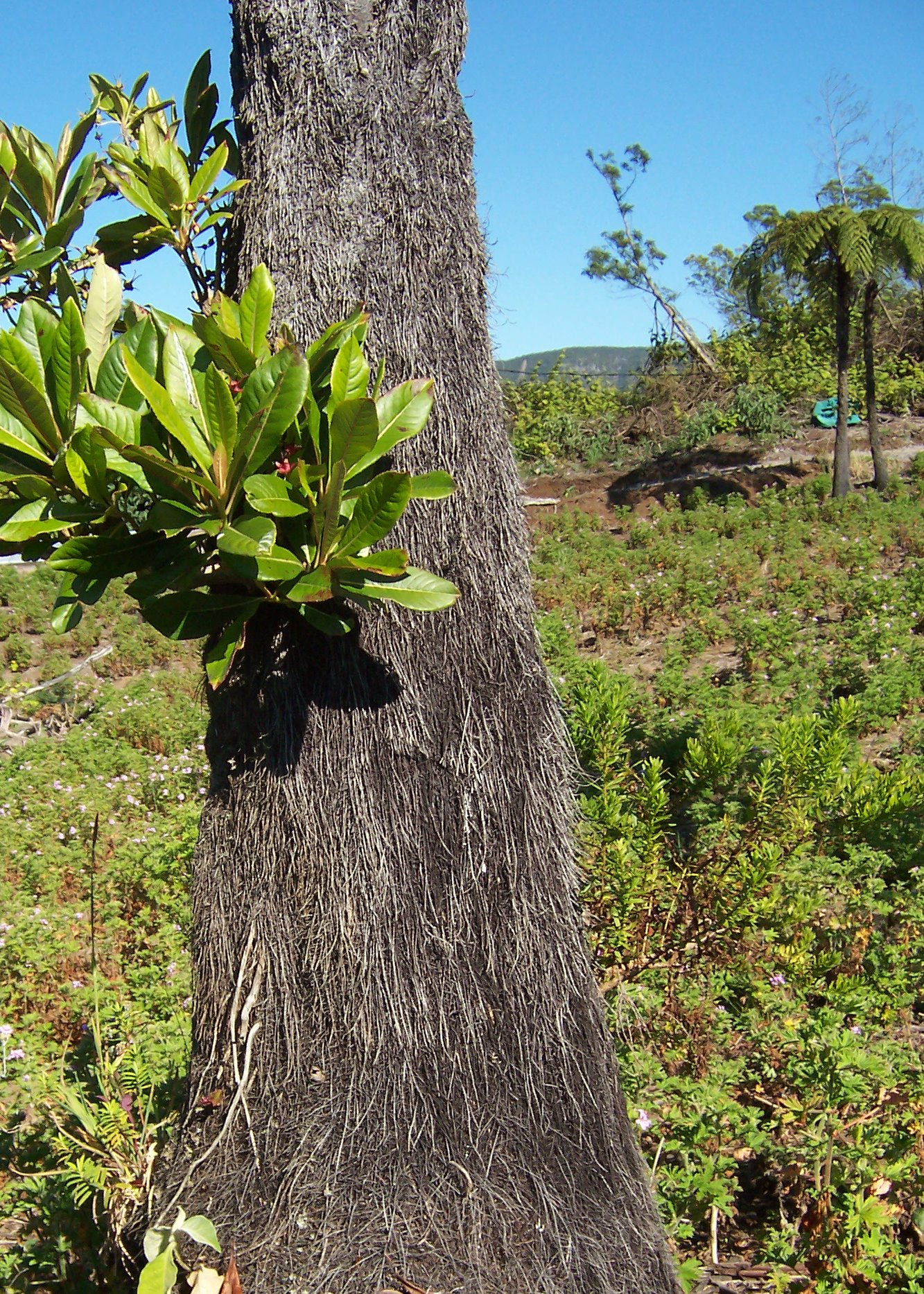
Kmen porostlý kořínky s epifytem Forgesia
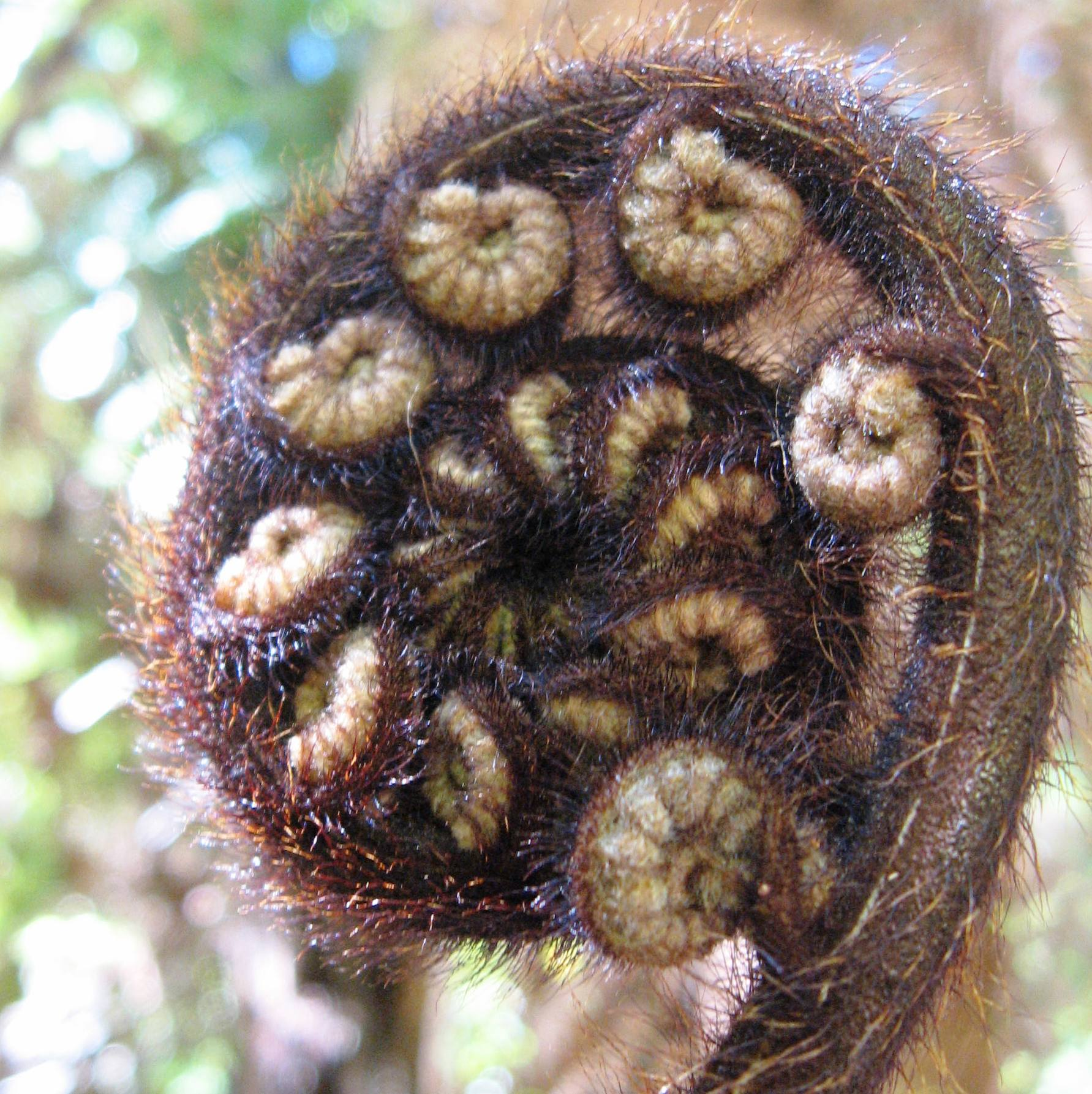
Rozvíjející se list
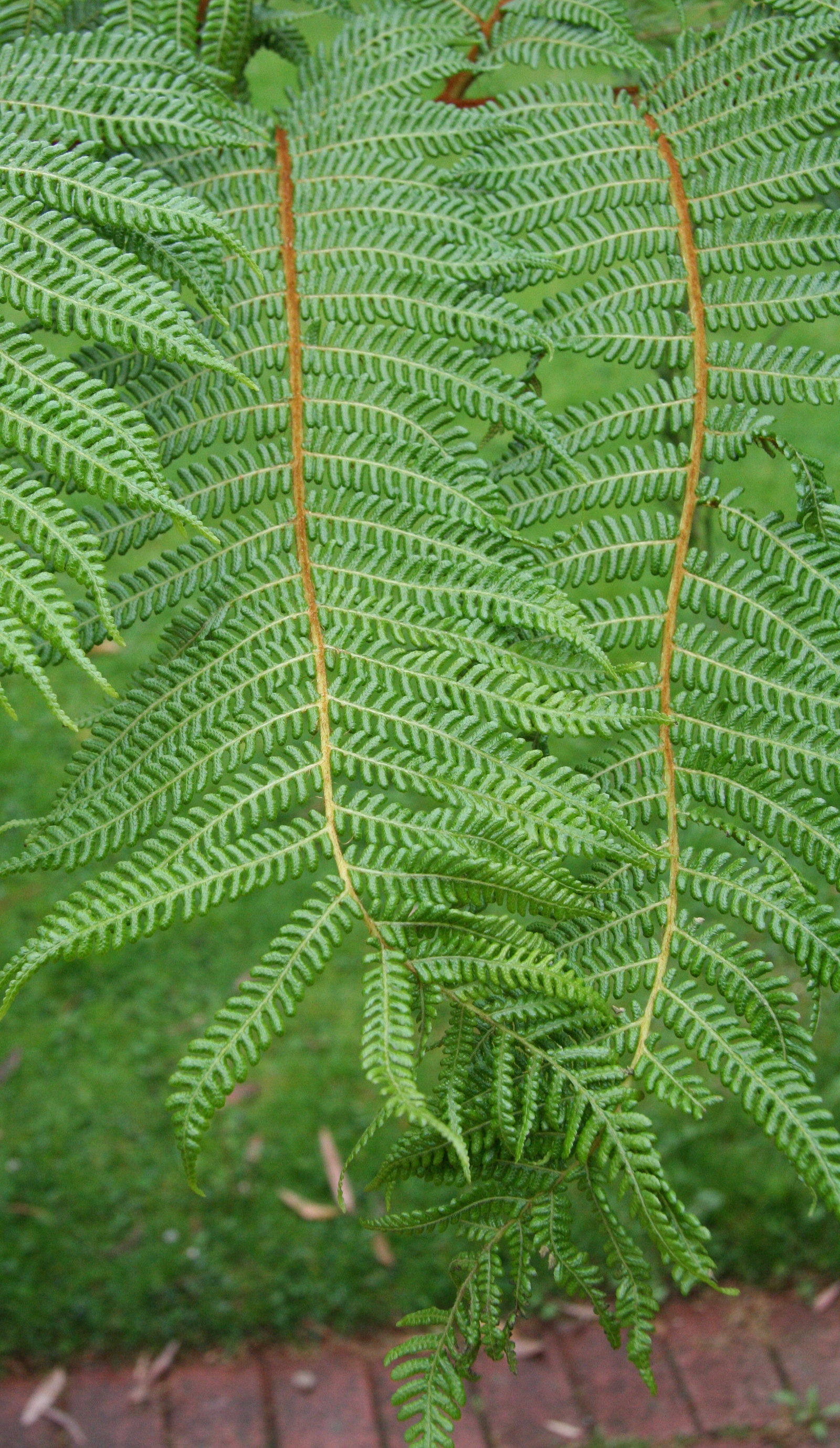
Zpeřené listy